# 마리안젤라 멜라토

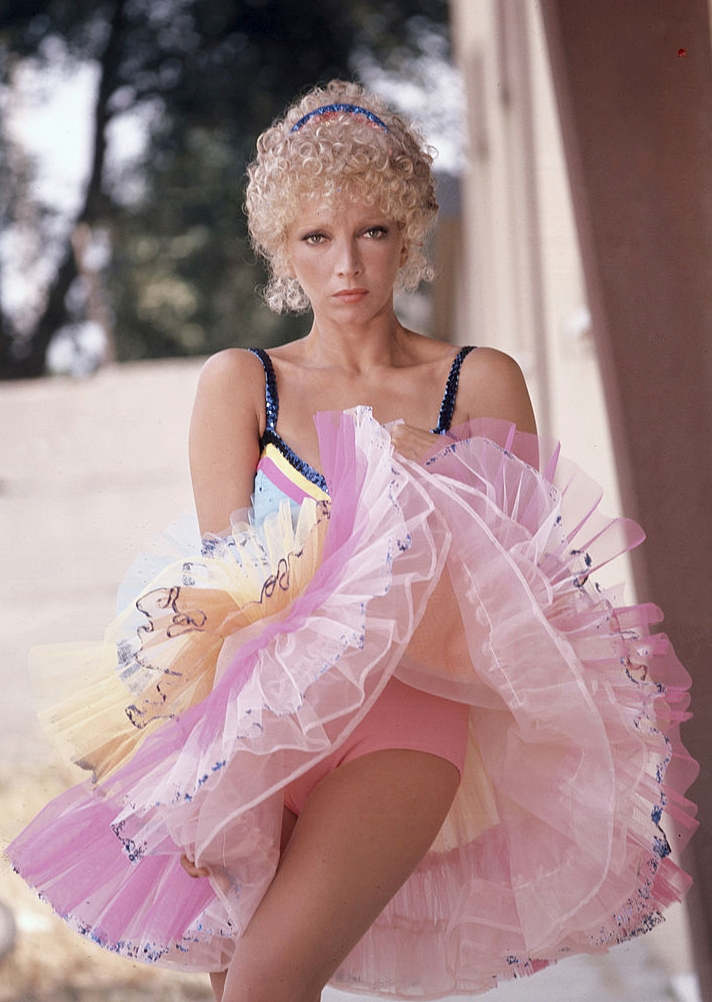
1975년 영화 《Di che segno sei?》에서

마리안젤라 멜라토(Mariangela Melato, 1941년 9월 19일 ~ 2013년 1월 11일)는 이탈리아의 배우이다.

## 출연 작품
- 웨딩 디렉터 (2006)
- 인질 (2000)
- 지젤 (1987)
- 청바지 소동 (1981)
- 제국의 종말 (1980)
- 비치 하우스 (1977)
- 디어 마이클 (1976)
- 토도 모도 (1976)
- 게르니카의 나무 (1975)
- 모세 (1975)
- 나다 (1974)
- 귀부인과 승무원 (1974)
- 사랑과 무정부 (1973)
- 미미의 유혹 (1972)
- 호의 (1971)
- 천국으로 가는 노동계급 (1971)
- 레츠 해브 어 라이어트 (1970)